# 272 v.Chr.

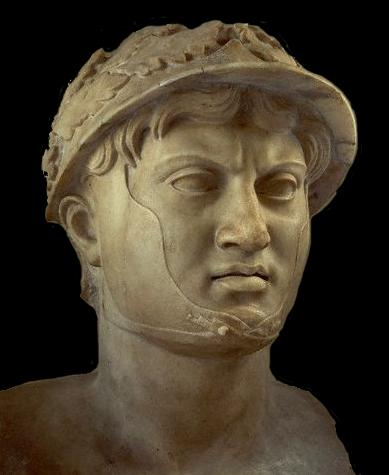
Pyrrhus van Epirus (319 v.Chr. - 272 v.Chr.)

Het jaar 272 v.Chr. is een jaartal volgens de christelijke jaartelling.

## Gebeurtenissen

### Italië
- De Romeinen veroveren in Magna Graecia de havenstad Tarentum. De Bruttii, Lucaniërs en de Samnieten sluiten met Rome een vredesverdrag.
- De Romeinse Republiek is de onbetwiste heerser over Italië, van Gallia Cisalpina met de landsgrens de rivier de Rubicon tot aan Zuid-Italië. Het Romeinse grondgebied beslaat 80.000 km² en telt 4 miljoen inwoners.
- Manius Curius Dentatus begint met de bouw van het aquaduct Anio Vetus.

### Egypte
- Ptolemaeus II Philadelphus verovert Carië, Cilicië, Lycië en Pamphylië in Anatolië (huidige Turkije).

### Griekenland
- Areus I van Sparta leidt een expeditie op Kreta en keert terug naar Sparta om een opstand op de Peloponnesos te onderdrukken.
- Pyrrhus van Epirus steunt Cleonymus van Sparta in zijn aanspraak op het Spartaanse koningschap.
- Pyrrhus van Epirus trekt met zijn leger Argos binnen. Tijdens de intocht wordt hij door een dakpan geraakt en overlijdt aan zijn verwondingen.
- Antigonus II Gonatas claimt na de dood van Pyrrhus de troon van Macedonië.

## Overleden
- Hieronymus van Cardia (360 v.Chr. - 272 v.Chr.), Grieks veldheer (88)
- Pyrrhus van Epirus (319 v.Chr. - 272 v.Chr.), koning van Epirus (47)